# Lychas kharpadi
Espèce
Lychas kharpadi est une espèce de scorpions de la famille des Buthidae.

## Distribution
Cette espèce est endémique  du Maharashtra en Inde. Elle se rencontre dans le district de Nashik.

## Description
Le mâle holotype mesure 38,75 mm et la femelle paratype 45,25 mm.

## Étymologie
Son nom d'espèce lui a été donné en référence au lieu de sa découverte, Kharpadi.

## Publication originale
- Bastawade, 1986 : « New species of scorpion of the genus Lychas (Buthidae: Scorpionida) from Nasik district, Maharashtra, India. » Journal of the Bombay Natural History Society, vol. 83, no 3, p. 634-637 (texte intégral).